# Штраусвиртшафт

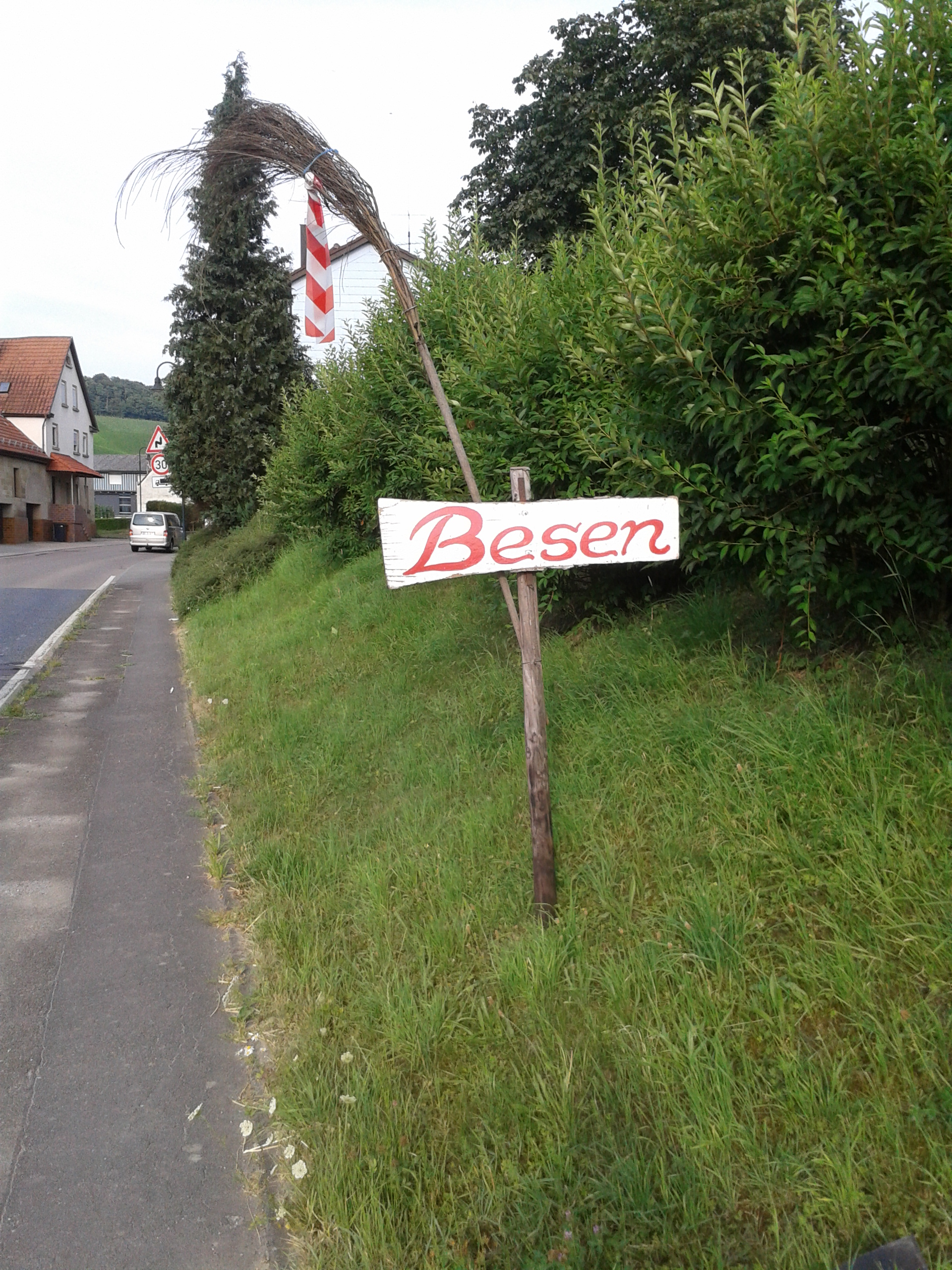
Опознавательный знак открывшегося безенвиртшафта

Штра́усвиртшафт (нем. Straußwirtschaft — «трактир с букетом») — сезонная точка продажи молодого вина и предприятие общественного питания в Германии с соответствующей лицензией, предлагающее также простые закуски и блюда. Право сезонной торговли виноградным и яблочным вином в течение четырёх месяцев предоставляется индивидуальным виноградарским хозяйствам. Отличительным «товарным» знаком штраусвиртшафта является букет, установленный на видном месте.
В зависимости от региона сезонные сельские винные кабачки или таверны обозначаются также венком (кра́нцвиртшафт, нем. Kranzwirtschaft), кустом (хе́ккенвиртшафт, нем. Heckenwirtschaft, в Австрии также бу́шеншанк, нем. Buschenschank) и метлой (бе́зенвиртшафт, нем. Besenwirtschaft). Традиция таких предприятий восходит ещё к указу Карла Великого 813 года и признаётся этапом в развитии немецкого гастрономического предпринимательства. Похожие сезонные питейные заведения в Австрии называются хойригеры.